# Rio Dumbrăviţa (Nedeiu)
O Rio Dumbrăviţa é um rio da Romênia, afluente do Nedeiu, localizado no distrito de Sibiu.